# Megxit
A Megxit egy szóösszerántás, amely rohamosan terjed a médiában világszerte, mióta 2020 januárjában Harry herceg és felesége, Meghan bejelentette a brit királyi családtól való visszavonulását, és ezt királynő elfogadta. Így unokája és annak felesége elvesztették királyi fenségi címüket, és az ezáltal addig élvezett anyagi támogatást is.

## A szó eredete
A brit The Sun használata először fejcímben a „Megxit” szót 2020. január 9-én, a pár döntésének bejelentésekor érezhető meglepetés közepette. A szó Meghan nevére és a Brexitre, azaz az Egyesült Királyságnak az Európai Unióból való kilépésére utal.